# Tropico 5
Trópico 5 é um jogo eletrônico de simulação de construção e gerenciamento semi-democrático, desenvolvido pela Haemimont Games e publicado pela Kalypso Media. Ele foi lançado para o Microsoft Windows em maio de 2014, com versões para Linux, OS X e Xbox 360 sendo lançado mais tarde em 2014, bem como versões para PlayStation 4 e Xbox One lançado em abril 2015 e maio 2016, respectivamente.
Pela primeira vez na série Tropico o jogo apresenta modo cooperativo e competitivo online para até quatro jogadores. Os jogadores são capazes de construir cidades na mesma ilha, permitindo a escolha de trabalhar uns com os outros, ou contra. A narrativa se passa ao longo de séculos e os jogadores devem vencer guerras contra governos inimigos, facções criminosas e até corrupção.

## Jogabilidade
Há uma série de adições à mecânica do jogo Tropico 5 a partir da iteração anterior da série, nomeadamente a capacidade de avançar para uma nova era, se certos requisitos são cumpridos; como ter escrito a constituição do Trópico. O Trópico 5 inclui 4 épocas diferentes, partindo da era colonial, das guerras mundiais, das guerras frias e progredindo até os tempos modernos, o que permite o progresso entre o século XIX e o XXI. Outro mecânico de jogabilidade é "El Presidente" agora tem uma família de dinastia que estará presente na ilha. As características de negociação, pesquisa, renovação e exploração também foram revisadas. Com o multiplayer, a diplomacia permite que os jogadores compartilhem recursos, trabalhadores da construção e eletricidade. Além disso, eles são capazes de ajudar uns aos outros com dinheiro. Finalmente, os jogadores são capazes de competir e até mesmo declarar guerra uns contra os outros.
Segundo o produtor da série Bisser Dyankov, o Trópico 5 é projetado para ser muito mais denso do que seus antecessores. Os cidadãos são o sangue vital da ilha para crescer o Império da ilha e para o crescimento sustentável, os jogadores precisam fazê-los felizes. Devido às necessidades das 10 diferentes facções do jogo, a felicidade de um homem pode ser a frustração de outro homem. E sua fidelidade pode mudar dependendo do tipo de governo que você executar ou os edifícios que você constrói. Devido às mudanças constitucionais, alguma da felicidade da facção pode cair ou levantar-se dependendo de sua fidelidade a suas facções.

## Campanha
Trópico 5, no jogo base, vem com 15 missões, dividida em duas partes. Em ambas as partes, você avança através de todas as quatro épocas, completando vários objetivos com um objetivo final para cada missão.
Na primeira parte, o Trópico deve declarar a independência da "coroa", uma rodada sobre o Império britânico. O jogador também é introduzido no antagonista primário da campanha, "Leon Kane", o líder da "The Order". Uma vez que a ilha ganhou sua independência, o jogador, representado por "El Presidente" e sua dinastia, deve ganhar três apostas contra o Presidente dos EUA para fazer amizade com ele, enquanto ao mesmo tempo, pagando um imposto imobiliário para a coroa. Na próxima missão, a ilha deve construir e manter um grande exército, a fim de afastar-se de uma invasão pendente. Uma vez que a invasão é derrotada, o jogador deve acumular $50000 em sua conta bancária Suíça, a fim de comprar a Suíça e obter "Dr. Zweistein" para a ilha. Isso leva a uma demonstração do mecânico de turismo, em que o jogador é encarregado de pagar taxas para "The Ordem", enquanto, ao mesmo tempo, tentando obter turistas suficientes para a ilha. Uma vez que é realizado, o jogador deve construir um edifício do programa nuclear para evitar a terceira guerra mundial. Então, a ilha deve produzir e exportar 20.000 unidades de urânio para "The Ordem", enquanto ao mesmo tempo, parar protestos e construção de greves de destruir a economia. No final desta missão, o plano de Kane é revelado: ele quer usar o urânio para construir mísseis nucleares suficientes e lançar um ataque ao mundo inteiro, matando a maioria da população. O jogador deve então gerar pontos de pesquisa suficientes para construir uma máquina do tempo (graças a Zweistein de mais cedo) e viajar no tempo, assim, começando a segunda parte e evitar a guerra nuclear.